# Andamooka Airport
Andamooka Airport är en flygplats i Australien. Den ligger i delstaten South Australia, omkring 520 kilometer norr om delstatshuvudstaden Adelaide. Andamooka Airport ligger 123 meter över havet.
Trakten runt Andamooka Airport är nära nog obefolkad, med mindre än två invånare per kvadratkilometer.. 
Omgivningarna runt Andamooka Airport är i huvudsak ett öppet busklandskap. Genomsnittlig årsnederbörd är 188 millimeter. Den regnigaste månaden är februari, med i genomsnitt 59 mm nederbörd, och den torraste är oktober, med 2 mm nederbörd.